# Christopher von Deylen

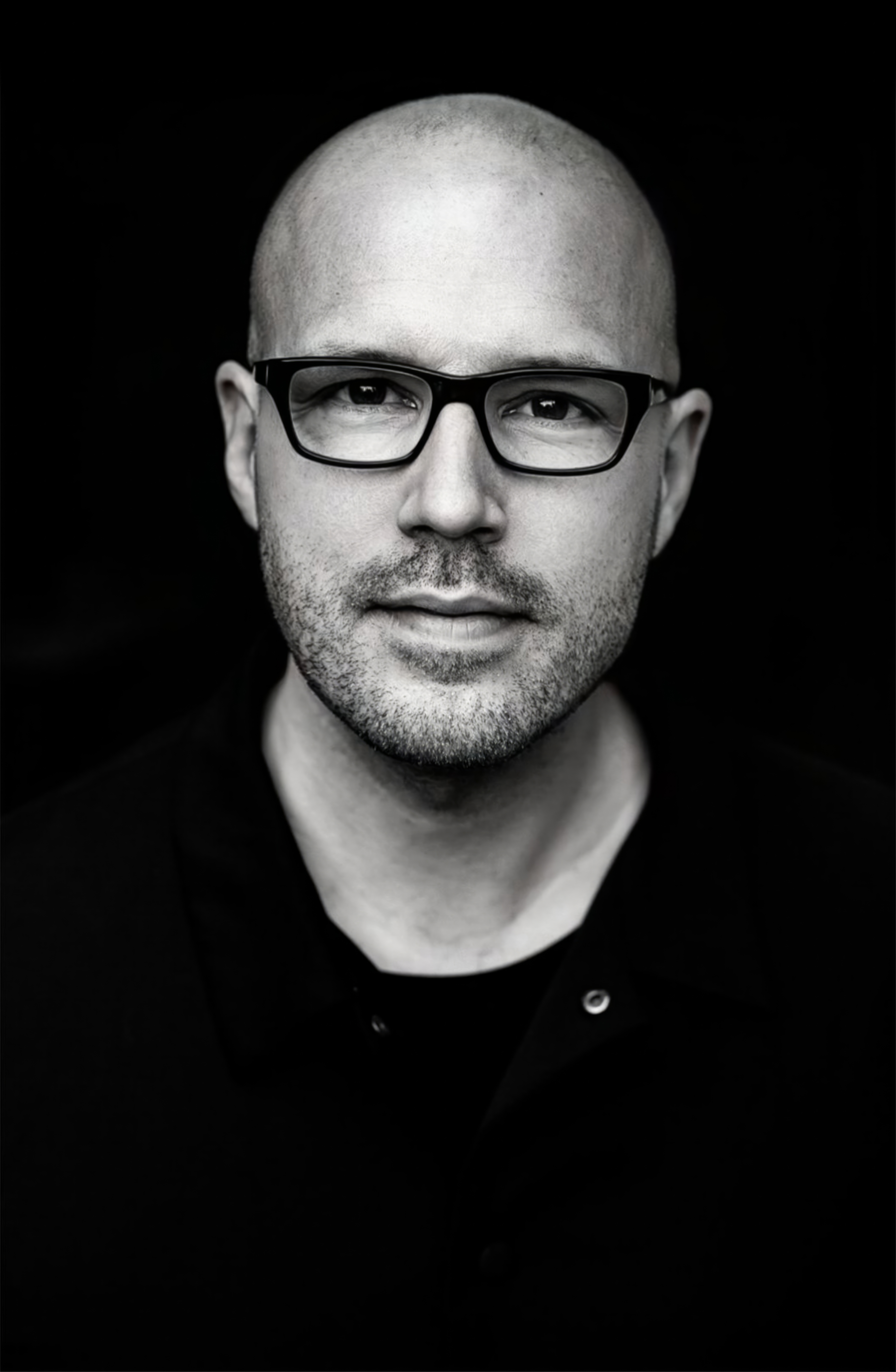
Christopher von Deylen

Christopher von Deylen (* 15. Oktober 1970 in Visselhövede) ist ein deutscher Musiker, Musikproduzent und Komponist und lebt mit seiner Frau Malisa von Deylen in Norddeutschland. Unter seinem Künstlernamen Schiller hat er zahlreiche Nummer 1 Alben veröffentlicht. 

## Werdegang
Mit sieben Jahren bekam von Deylen von seinem Großvater ein Klavier geschenkt. Der dazugehörige Unterricht folgte schon kurze Zeit später. Sein Klavierlehrer war musikalisch sehr aufgeschlossen und wie er selbst ein Freund der Elektronischen Musik. Von Deylen wuchs mit den Klängen von Tangerine Dream, Kraftwerk, Kitarō und Jean Michel Jarre auf; deren Musik war die Grundlage für seine späteren Kompositionen. Im Alter von sechzehn Jahren irritierte er die Zuschauer auf einem Konzert der klassischen Musikschule: Zu seinen ersten elektronischen Kompositionen zeigte er in einer psychedelischen Diashow Bilder der ersten bemannten Mondlandung. Auch in der Abi-Band war er als Musiker und Tontechniker tätig.
Nach dem Abitur 1990 begann von Deylen in Lüneburg das Studium der angewandten Kulturwissenschaften mit dem Hauptfach Musik. In dieser Zeit lernte er den Musikverleger Peter Meisel kennen und wurde von diesem in die Hamburger Studio-Szene eingeführt. In den Tonstudios Boogie Park und Chateau du pape sammelte von Deylen Erfahrungen in der Studioarbeit.

## Werk
1994 veröffentlichte er seine erste Single unter dem Pseudonym F.L.Y. Das Stück hieß  Feel the Rhythm und war kein Erfolg, was ihn jedoch nicht entmutigte. Zu den darauffolgenden Projekten gehörte das Dance-Projekt TANK. Mit dem Stück Can U Feel the Bass gelang ihm 1997 ein Top-20-Hit in den deutschen Charts. Daneben produzierte er Sequenzen für Die Prinzen und Sin with Sebastian. Für das MDR-Hörspiel Herr der Fliegen produziert er eine Remix-Version des Icehouse-Stücks Hey little Girl aus den 1980er Jahren und veröffentlichte eine Coverversion des Art of Noise-Hits Moments in Love.
1998 gründete von Deylen das Musikprojekt Schiller. Mit dem Album Weltreise gelang ihm 2001 der Durchbruch. Es hielt sich über vier Wochen auf Platz eins der Deutschen Albumcharts. 2002 bekam er dafür die Goldene Schallplatte und 2010 die Platin-Schallplatte. Auf den Schiller-Studioalben Zeitgeist (1999), Weltreise (2001), Leben (2003), Tag und Nacht (2005), Sehnsucht (2008), Atemlos (2010), Sonne (2012) und Opus (2013) arbeitete von Deylen unter anderem mit den Künstlern Peter Heppner, Mike Oldfield, Thomas D, Sarah Brightman, Isgaard Marke, Lang Lang, Kim Sanders, Xavier Naidoo, Klaus Schulze und Midge Ure zusammen. Sein siebtes Album Sonne wurde am 5. Oktober 2012 veröffentlicht. Musikalische Gäste sind u. a. Unheilig, Kate Havnevik und Meredith Call.
Er veröffentlichte auch noch die Live-Alben Live (Er)Leben (2004), Tagtraum  (2006), Sehnsucht Live (2008), Atemlos Live (2010) und Lichtblick (2010).
Am 26. Februar 2016 erschien sein Album Future. Den Songtext zu For You - das letzte Lied auf CD 2 dieses Albums – schrieb Sharon Stone, die Christopher von Deylen während seines Aufenthalts in Los Angeles mit einer Anfrage über ihren Manager überraschte.
Das Album Future entstand am Rand der Mojave-Wüste (USA). Immer wieder lässt sich der Künstler durch Reisen an ungewöhnliche Orte zu seinen Kompositionen inspirieren. So entstand beispielsweise das Album Atemlos unter den Eindrücken einer vierwöchigen Arktis-Reise auf dem Forschungsschiff Polarstern, an der von Deylen zusammen mit einem Team von Meeresforschern im Juli 2009 teilnahm.
Neben den eigentlichen Studioalben komponiert von Deylen seit 2004 pro Tournee ein bis zwei Alben, die vor dem jeweiligen Konzert im Hintergrund gespielt werden und unter dem Titel Einlassmusik mit entsprechender fortlaufender Nummer als CD erhältlich sind. Sein Einlassmusik-Album vom Sommer 2014 trägt die Nummer 10 und wurde für die Klangwelten-Tournee Ende 2013 komponiert. Seine Live-Touren waren stets ausverkauft.
Ein weiteres Projekt war die Zusammenarbeit mit Harald Blüchel, mit dem von Deylen in den Jahren 2004 und 2006 die Alben Mare Stellaris und BiPolar veröffentlichte. Außerdem komponierte er die Musik für den 'Raum der Spurensuche' im ostfriesischen Kloster Ihlow.
Im Jahr 2014 hat Christopher von Deylen seine Wohnung in Berlin verlassen und bezeichnet sich seitdem als „selbstgewählt heimatlos“. Diesen drastischen Schritt begründete er in einem Interview mit der Frankenpost vom 22. August 2016 wie folgt:
„In Berlin habe ich manchmal fünf Tage lang nicht die Wohnung verlassen. All das, was eine Großstadt ausmachte, empfand ich zunehmend als Ablenkung und etwas, das mich eher vom Weg abbringt. Aber nach der letzten, ausgiebigen Schiller-Tournee mit 50 Konzerten habe ich ein Zuhause gar nicht vermisst. Auf einmal war es ein ganz merkwürdiges Gefühl, in einer festen Umgebung zu sein. Das machte irgendwann keinen Sinn mehr. Daraufhin entschied ich mich, meinen Besitz bis auf den Inhalt zweier Koffer wegzugeben. Seitdem bin ich selbstgewählt heimatlos (lacht). Nach zehn Jahren an einem Ort begann es für meinen Geschmack etwas zu komfortabel zu werden. Ich habe dann einige Monate bei Freunden in Berlin gelebt oder über Airbnb temporäre Unterkünfte gefunden. Auf einmal konnte ich in die Welt hinaus reisen, ohne mir Gedanken darüber machen zu müssen, wer zuhause die Blumen gießt. Das endete in einem fast zweijährigen Aufenthalt in Amerika. Es war aber kein vorsätzliches Auswandern, sondern der Versuch, den Freiheitsgrad zu maximieren.“
2020 veröffentlichte er unter seinem Namen ein Studioalbum mit dem Titel Colors.

## Diskografie

### Studioalben
- 2020: Colors